# روبيرتو بييت
روبيرتو بييت (بالإسبانية: Ruperto Biete)‏ (11 فبراير 1906 – 25 مارس 1929) هو ملاكم إسباني راحل، مثّل بلاده في الألعاب الأولمبية الصيفية 1924.

## روابط خارجية
روبيرتو بييت على موقع أوليمبيديا (الإنجليزية)